# Commersons Anglerfisch
Commersons Anglerfisch (Antennarius commerson), auch Riesen-Anglerfisch genannt, ist mit einer maximalen Länge von 38 Zentimeter der größte Vertreter der Anglerfische (Antennariidae). Er gehört zur Gruppe nah verwandter Arten um den Gemalten Anglerfisch (Antennarius pictus).

## Merkmale
Der Riesen-Anglerfisch ist hochrückiger als die meisten seiner Verwandten. Er kann von hellgrauer, gelber, roter, grüner oder schwarzer Farbe sein. Dabei kann die Haut auch unregelmäßig oder regelmäßig gefleckt sein. Commersons Anglerfische tarnen sich in Farbe und Gestalt als Schwämme. Wie andere Anglerfische auch, kann er seine Farbe wechseln. Der zweite Rückenflossenstachel ist von einer dicken Haut überzogen und bildet mit dieser einen großen Kopfbuckel. Seine Angel (Illicium) ist nur kurz, der Köder (Esca) ist ein fleischiges Büschel.

## Verbreitung
Die Fische leben im Roten Meer, im Indischen Ozean und im Pazifik, von Japan bis nach Hawaii und Panama. Sie halten sich in flachem Wasser, in Tiefen von einem bis fünfzig Metern, in Lagunen, Korallenriffen, aber auch an den Pfeilern von Hafenanlagen, immer in der Nähe von Schwämmen auf.